# Musikjahr 1434
Liste der Musikjahre

◄◄ | ◄ | 1430 | 1431 | 1432 | 1433 | Musikjahr 1434

Weitere Ereignisse
Dieser Artikel behandelt das Musikjahr 1434.

## Ereignisse

### Asien

#### Japan
- Der japanische Dramatiker, Theoretiker und Schauspieler des Nō-Theaters Zeami Motokiyo gerät nach dem Tod des Shogun Ashikaga Yoshimitsu in Konflikt mit dessen Nachfolger Ashikaga Yoshinori und wird 1434 auf die Insel Sado verbannt.[1]

### Europa

#### Heiliges Römisches Reich

##### Alte Eidgenossenschaft
- Der Dichter und Musiker Heinrich Laufenberg ist 1433 und 1434 als Dekan des St. Mauritius-Chorherrenstift in Rupperswil bei Zofingen nachweisbar und hat sich bis 1438 in Zofingen aufgehalten.[2][3]

##### Freie Reichsstadt Ulm
- Die freie Reichsstadt Ulm erhält 1434 das kaiserliche Patent zur Beschäftigung von Trompetern und Posaunisten.[4]

##### Fürstbistum Brixen
- Oswald von Wolkenstein wird 1434 auf dem Ulmer Reichstag zum Schirmherr (executor) des Klosters Neustift bei Brixen ernannt.

##### Herzogtum Bayern
- Der Theologe und Schriftsteller Johannes Keck, der 1442 nach seinem Eintritt in ein Benediktinerkloster am Tegernsee seine Abhandlung Introductorium musicae (deutsch: Einführung in die Musik) schreiben wird, hält sich 1434 in München auf.[5]

##### Herzogtum Österreich
- Der franko-flämische Komponist Johannes Brassart ist mindestens seit Dezember 1434 Mitglied der Hofkapelle von Kaiser Sigismund, die ihren Sitz in Wiener Neustadt und Graz hat. Dies geht aus einem Dokument hervor, in dem er die Bitte um weitere Gewährung der vom Konzil von Basel zugesagten Vergünstigungen trotz Abwesenheit äußerst.[6] Brassart bleibt bis 1443 in kaiserlichen Diensten und wird rector capelle unter Kaiser Sigismund sowie cantor oder rector principalis unter dessen Nachfolgern Albrecht II. und Friedrich III.[7]
- Der deutsche Benediktiner, Theologe, Prediger und Musiktheoretiker Johannes Keck, der 1428 seinen Magister artium an der Universität Wien gemacht und hier von 1429 bis 1431 Artes liberales und Philosophie gelehrt und Theologie studiert hatte, wird 1434 Baccalaureus theologiae formatus (deutsch: Bachelor der Theologie).[8][9]

##### Herzogtum Savoyen
- Der franko-flämische Komponist, Sänger und Musiktheoretiker Guillaume Dufay, der seit Dezember 1428 Mitglied der päpstlichen Kapelle in Rom war[10][11], wird 1433 von Herzog Amadeus VIII. von Savoyen angeworben. Er verlässt Rom im August 1433 und wird am 1. Februar 1434 als maistre de chapelle (Kapellmeister) in Savoyen genannt.[10][12] In dieser Funktion bleibt er bis zum Frühjahr 1435. Er kommt in Kontakt mit der burgundischen Hofkapelle, als sich der burgundische Herzog Philipp der Gute im Februar 1434 zur Hochzeit von Anne de Lusignan mit Herzog Ludwig I. von Savoyen am savoyischen Hof aufhält. Dabei trifft er wahrscheinlich zum ersten Mal auf den franko-flämischen Komponisten Gilles Binchois, der der burgundischen Hofkapelle angehört. Im August 1434 besucht Guillaume Dufay seine Mutter in Cambrai.[10][13]
- Martin le Franc, der Dichter und Sekretär von Herzog Amadeus VIII. von Savoyen war, berichtet in seiner zwischen 1441 und 1442 entstandenen Dichtung Le Champion des Dames (deutsch: Der Kämpfer für die Frauen) „er habe Du Fay und Binchois gesehen, wie sie zwei blinden Musikern des burgundischen Hofes (höchstwahrscheinlich den Minnesängern Jehan de Cordoval und Jehan Ferrendes) mit Erstaunen und Neid zuhörten. Dieser Bericht bezieht sich mit ziemlicher Sicherheit auf den Besuch des Hofes in Chambéry im Februar 1434 anlässlich der Hochzeit von Ludwig von Savoyen und Anna de Lusignan. Eine Miniatur in einer Kopie“ der Dichtung „zeigt Du Fay und Binchois zusammen; Du Fay steht neben einem Portativ, während Binchois eine kleine Harfe hält.“[14]
- Der französische Sänger, Komponist und Schreiber Jean Hanelle hat 1433 Zypern verlassen. Er gehört zu einer „großen Gruppe, die Anne de Lusignan ... nach Savoyen“ begleitet, „um Herzog Ludwig I. von Savoyen zu heiraten, zu dem sich der Großteil des europäischen Adels am 12. Februar 1434[15] in Chambéry“ versammelt.[16][17]

#### Herzogtum Burgund
- Nach den Angaben eines gewissen Guillaume Benoit ist Gilles Binchois am burgundischen Hof Philipps des Guten im Jahr 1427 schon ein Begriff. Weil aber die Gehaltslisten von 1419 bis 1436 fehlen, ist nicht genau bekannt, ab welchem Jahr er tatsächlich der burgundischen Hofkapelle beitritt, um ihr bis 1452 aktiv anzugehören. Der früheste Beleg für seinen dortigen Dienst stellt erst seine Motette Nove cantum melodie dar, komponiert zur Taufe von Anthoine von Burgund, dem Sohn Philipps des Guten und Isabellas von Portugal am 18. Januar 1431.[18][19] Gemeinsam mit Philipp III. und der burgundischen Hofkapelle nimmt Gilles Binchois wahrscheinlich im Februar 1434 in Chambéry an der Hochzeit von Anne de Lusignan mit Herzog Ludwig I. von Savoyen teil und trifft hier auf seinen franko-flämischen Kollegen Guillaume Dufay, der zu diesem Zeitpunkt Kapellmeister der Hofkapelle von Herzog Amadeus VIII. von Savoyen ist.[13][18]
- Der französische Sänger und Komponist Cardot ist von 1434 bis 1464 Sänger am burgundischen Hof.[20]

##### Hochstift Utrecht
- Der Orgelbauer Anthonie van Elen aus Maastricht errichtet 1434 die neue Orgel im Utrechter Dom.[21]

#### Italienische Staaten

##### Kirchenstaat
- Der italienische Sänger und Komponist Nicolaus Zacharie ist von April bis September (oder November) 1434 Sänger der päpstlichen Kapelle Eugens IV. in Florenz.[22][23]

##### Republik Lucca
- Der magister artium et medicinae Giorgio Anselmi führt im September 1433 in den Bädern von Corsenna bei Lucca mit Petrus Rubeus „musiktheoretische Lehrgespräche, die er diesem auf Geheiß schriftlich“ ausarbeitet „und im April 1434 zu Parma“ widmet, womit der lateinische Traktat De musica entsteht.[24][25][26]

##### Republik Venedig
- Der italienische Musiktheoretiker Nicolaus de Capua ist von 1432 bis 1434 Sänger an der Kathedrale von Udine.[27][28][29][30]

#### Königreich England
- Der englische Komponist John Dunstable ist vermutlich seit 1427 canonicus und musicus in Diensten des Herzogs von Bedford, der nach dem Tod seines Bruders, König Heinrichs V., von 1422 bis 1435 Regent von Frankreich ist. Gleichzeitig dürfte er von 1427 bis 1436 auch im Dienste der Königin Johanna von Navarra gestanden haben.[31]
- John Power ist 1434 Sänger an der Kathedrale von Lincoln.[32]

#### Königreich Frankreich
- Der französische Theologe, Musiktheoretiker und Poet Egidius Carlerius, der 1433 vom Konzil von Basel nach Böhmen entsandt wurde, wird 1434 an den Hof Karls VII. von Frankreich geschickt, zwecks Teilnahme an den Verhandlungen zur Beendigung des Hundertjährigen Krieges.[33]

## Kompositionen und Schriften
- Giorgio Anselmi – De musica (1434, musiktheoretisches Traktat)[24][25]

## Gestorben

### Todesdatum gesichert
- 04. Juli: Theodonus de Caprio, italienischer Benediktinermönch und Kompilator (Autor?) eines Kontrapunkttraktats (* unbekannt)[34][35]

### Genaues Todesdatum unbekannt
- Juan Alfonso de Baena, kastilischer Troubadour (* um 1375)